# Nao Tōyama
Nao Tōyama (東山 奈央, Tōyama Nao), née le 11 mars 1992 à Tokyo, est une Seiyū et chanteuse japonaise, affiliée à l'agence Intention. Avant de joindre Intention, elle été affiliée à Arts Vision. Elle est prête à faire ses débuts solo comme chanteuse à partir du 1er février 2017 chez Flying Dog.

## Filmographie

### TV anime
| Année | Titre                                                   | Rôle                                                 | Autre notes |
| ----- | ------------------------------------------------------- | ---------------------------------------------------- | ----------- |
| 2010  | Star Driver: Kagayaki no Takuto                         | Tiger Sugatame                                       |             |
| 2010  | Que sa volonté soit faite                               | Kanon Nakagawa                                       |             |
| 2010  | Night Raid 1931                                         |                                                      |             |
| 2011  | Ao no Exorcist                                          | Nee-chan, Caliburn                                   |             |
| 2011  | Astarotte no Omocha!                                    | Isold                                                |             |
| 2011  | Battle Girls: Time Paradox                              | Girl                                                 | Épisode 8   |
| 2011  | Horizon in the Middle of Nowhere                        | Margot Knight                                        |             |
| 2011  | Ikoku Meiro no Croisée                                  | Yune                                                 |             |
| 2011  | Last Exile: Fam, the Last Wing                          | Félicité Collette                                    |             |
| 2011  | Yondemasuyo, Azazel-san                                 | Female High-School Student (ep 5), Passerby (ep 6)   |             |
| 2012  | AKB0048                                                 | Vera                                                 |             |
| 2012  | Beelzebub                                               | Yuuko                                                | Épisode 53  |
| 2012  | Eureka Seven: AO                                        | Noah, Maeve McCaffrey, Miyu Arata, Demo woman (ep 4) |             |
| 2012  | Horizon in the Middle of Nowhere II                     | Margot Knight                                        |             |
| 2012  | Kokoro Connect                                          | Shino Enjōji                                         |             |
| 2012  | Listen to Me, Girls. I Am Your Father!                  | Luna Fleur                                           | Épisode 10  |
| 2012  | Saki: Achiga-hen                                        | Ako Atarashi                                         |             |
| 2012  | Senki Zesshō Symphogear                                 | Shiori Terashima, Student A, Mother                  |             |
| 2012  | The Pet Girl of Sakurasou                               | Momoko (ep 6), Girl A (ep 1)                         |             |
| 2013  | AKB0048 next stage                                      | Vera                                                 |             |
| 2013  | Arpeggio of Blue Steel -Ars Nova-                       | Shizuka Hazumi                                       |             |
| 2013  | Day Break Illusion                                      | Meltina Melvis                                       |             |
| 2013  | Galilei Donna                                           | Karen                                                | Épisode 5   |
| 2013  | Kin-iro Mosaic                                          | Karen Kujō                                           |             |
| 2013  | Love Live!                                              | Yukiho Kōsaka                                        |             |
| 2013  | Maoyu                                                   | Little Sister Maid                                   |             |
| 2013  | Majestic Prince                                         | Peko Yamada, Jane                                    |             |
| 2013  | My Teen Romantic Comedy SNAFU                           | Yui Yuigahama                                        |             |
| 2013  | Ore no Kanojo to Osananajimi ga Shuraba Sugiru          | Mana Natsukawa                                       |             |
| 2013  | Senki Zesshō Symphogear G                               | Shiori Terashima                                     |             |
| 2013  | Tamayura: More Aggressive                               | Tomo                                                 |             |
| 2013  | The Devil Is a Part-Timer!                              | Chiho Sasaki                                         |             |
| 2013  | Que sa volonté soit faite : Déesses                     | Kanon Nakagawa, Apollo                               |             |
| 2013  | Unlimited Psychic Squad                                 | Yūgiri                                               |             |
| 2014  | Ai Tenchi Muyo!                                         | Momo Kawanagare                                      |             |
| 2014  | Chaika - The Coffin Princess: Avenging Battle           | Ursula Tatra 12                                      |             |
| 2014  | Cross Ange                                              | Sylvia Ikaruga Misurugi, Olivier                     |             |
| 2014  | Encouragement of Climb: Second Season                   | Honoka Kurosaki                                      |             |
| 2014  | Girl Friend Beta                                        | Emi Sagara                                           |             |
| 2014  | Glasslip                                                | Hina Fukami                                          |             |
| 2014  | Inugami-san to Nekoyama-san                             | Suzu Nekoyama                                        |             |
| 2014  | Love Live! 2nd Season                                   | Yukiho Kōsaka                                        |             |
| 2014  | Magical Warfare                                         | Mui Aiba                                             |             |
| 2014  | Nisekoi                                                 | Chitoge Kirisaki                                     |             |
| 2014  | No-Rin                                                  | Takumi Nakazawa                                      |             |
| 2014  | Nobunaga the Fool                                       | Himiko                                               |             |
| 2014  | Noragami                                                | fille                                                | Épisode 5   |
| 2014  | Robot Girls Z                                           | Doublas M2                                           |             |
| 2014  | Sabagebu!                                               | Kayo Gōtokuji                                        |             |
| 2014  | Saki: The Nationals                                     | Ako Atarashi                                         |             |
| 2014  | The Irregular at Magic High School                      | Pixie                                                |             |
| 2014  | Trinity Seven                                           | Lieselotte Sherlock                                  |             |
| 2015  | Gate: Gate: Jieitai Kano Chi nite, Kaku Tatakaeri       | Lelei la Lelena                                      |             |
| 2015  | Go! Princess PreCure                                    | Puff/Pafu                                            |             |
| 2015  | Hello!! Kin-iro Mosaic                                  | Karen Kujō                                           |             |
| 2015  | Kantai Collection                                       | Les sœurs Kongou, Takao, Atago                       |             |
| 2015  | Miritari!                                               | Lieutenant Lutgalnikov                               |             |
| 2015  | My Teen Romantic Comedy SNAFU TOO!                      | Yui Yuigahama                                        |             |
| 2015  | Nisekoi:                                                | Chitoge Kirisaki                                     |             |
| 2015  | Rakudai kishi no cavalry                                | Shizuku Kurogane                                     |             |
| 2015  | Senki Zesshō Symphogear GX                              | Shiori Terashima                                     |             |
| 2015  | Sky Wizards Academy                                     | Lecty Eisenach                                       |             |
| 2015  | The Asterisk War                                        | Claudia Enfield                                      |             |
| 2015  | The Idolmaster Cinderella Girls                         | Mizuki Kawashima                                     |             |
| 2015  | The Idolmaster Cinderella Girls 2nd Season              | Mizuki Kawashima                                     |             |
| 2016  | The Asterisk War 2nd Season                             | Claudia Enfield                                      |             |
| 2016  | Bakuon!!                                                | Rin Suzunoki                                         |             |
| 2016  | Gate: Jieitai Kanochi nite, Kaku Tatakaeri - Enryuu-hen | Lelei la Lelena                                      |             |
| 2016  | Kono Bijutsubu ni wa Mondai ga Aru!                     | Maria Imari                                          |             |
| 2016  | Long Riders!                                            | Ami Kurata                                           |             |
| 2016  | Luck & Logic                                            | Venus                                                |             |
| 2016  | Macross Delta                                           | Reina Prowler                                        |             |
| 2016  | Magical Girl Raising Project                            | Koyuki Himekawa / Snow White                         |             |
| 2016  | Naruto Shippuden                                        | Sasuke Uchiwa (enfant), Filles (ep 452)              |             |
| 2016  | Regalia: The Three Sacred Stars                         | Kei Tiesto                                           |             |
| 2016  | Shounen Ashibe Go! Go! Goma-chan                        | Goma-chan                                            |             |
| 2016  | Sound! Euphonium 2                                      | Nozomi Kasaki                                        |             |
| 2016  | Tanaka-kun wa Itsumo Kedaruge                           | Saya                                                 |             |
| 2017  | Granblue Fantasy The Animation                          | Lyria                                                |             |
| 2017  | Chain Chronicle ~Light of Haecceitas~                   | Musica                                               |             |
| 2017  | Blue Exorcist: Kyoto Saga                               | Nee                                                  |             |
| 2017  | Battle Girl High School                                 | Nozomi Amano                                         |             |
| 2017  | Boruto: Naruto Next Generations                         | Hebiichigo                                           |             |
| 2017  | Tsuki ga Kirei                                          | Ryōko Sonoda                                         |             |
| 2017  | 18if                                                    | Yurina Kanzaki                                       |             |
| 2017  | Classroom of the Elite                                  | Honami Ichinose                                      |             |
| 2017  | Restaurant to Another World                             | Iris                                                 |             |
| 2018  | Yuru Camp                                               | Rin Shima                                            |             |
| 2018  | Beatless                                                | Lacia                                                |             |
| 2018  | Overlord II                                             | Victim                                               |             |
| 2018  | Jūshinki Pandora                                        | Chloe Lau                                            |             |
| 2018  | Kakuriyo no Yadomeshi                                   | Aoi Tsubaki                                          |             |
| 2018  | Devils' Line                                            | Nanako Tenjō                                         |             |
| 2018  | Encouragement of Climb: Third Season                    | Honoka Kurosaki                                      |             |
| 2018  | Goblin Slayer                                           | High Elf Archer                                      |             |
| 2018  | Seishun Buta Yarō wa Bunny Girl-senpai no Yume wo Minai | Tomoe Koga                                           |             |
| 2018  | Iroduku Sekai no Ashita kara                            | Kurumi Kawai                                         |             |
| 2018  | Akanesasu Shōjo                                         | Mia Silverstone                                      |             |
| 2018  | Han-Gyaku-Sei Million Arthur                            | Coopy                                                |             |
| 2022  | A Couple of Cuckoos                                     | Hiro Segawa                                          |             |

### Original video animation (OVA)
| Année | Titre                                                 | Rôle             |
| ----- | ----------------------------------------------------- | ---------------- |
| 2011  | Que sa volonté soit faite: Quatre filles et une idole | Kanon Nakagawa   |
| 2013  | Assassination Classroom                               | Nagisa Shiota    |
| 2013  | Que sa volonté soit faite : Magical Star Kanon 100%   | Kanon Nakagawa   |
| 2014  | Nisekoi                                               | Chitoge Kirisaki |
| 2014  | Zetsumetsu Kigu Shōjo: Amazing Twins                  | Aya              |
| 2014  | Tsubu Doll                                            | Midori Aihara    |
| 2015  | Nisekoi:                                              | Chitoge Kirisaki |
| 2016  | Bakuon!!                                              | Rin Suzunoki     |
| 2016  | Strike the Blood OVA II                               | Yume Eguchi      |

### Film d'animation
| Année | Titre                                                                 | Rôle                                            |
| ----- | --------------------------------------------------------------------- | ----------------------------------------------- |
| 2011  | Fullmetal Alchemist: The Sacred Star of Milos                         | Karina                                          |
| 2012  | Blue Exorcist: The Movie                                              | Nee                                             |
| 2013  | Star Driver: The Movie                                                | Tiger Sugatame                                  |
| 2015  | Love Live! The School Idol Movie                                      | Yukiho Kōsaka                                   |
| 2016  | Pretty Cure All Stars: Everyone Singing♪ The Miracle Magic!           | Puff/Pafu                                       |
| 2016  | Suki ni Naru Sono Shunkan o: Kokuhaku Jikkō Iinkai                    | Arisa Takamizawa                                |
| 2016  | KanColle: The Movie                                                   | Les 4 classes Kongō, Chōkai, Ayanami, Shikinami |
| 2017  | Doraemon the Movie 2017: Great Adventure in the Antarctic Kachi Kochi | Yuka-tan                                        |
| 2017  | Pretty Cure Dream Stars!                                              | Puff/Pafu                                       |
| 2017  | Trinity Seven the Movie: Eternity Library and Alchemic Girl           | Lieselotte Sherlock                             |
| 2018  | Liz et l'Oiseau bleu                                                  | Nozomi Kasaki                                   |

### Jeux vidéo
| Année | Titre                                                           | Rôle                                                                                                   |
| ----- | --------------------------------------------------------------- | --- |
| 2011  | The Idolmaster Cinderella Girls                                 | Mizuki Kawashima                                                                                       |
| 2012  | Under Night In-Birth                                            | Vatista                                                                                                |
| 2013  | Drakengard 3                                                    | Mikhail                                                                                                |
| 2013  | Fairy Fencer F                                                  | Harley                                                                                                 |
| 2013  | Kantai Collection                                               | Les 4 sœurs Kongou, les 4 sœurs Takao, les 2 sœurs Ayanami et Shikinami, les 2 sœurs Jervis et Javelin |
| 2013  | Love Live! School idol festival                                 | Yukiho Kōsaka                                                                                          |
| 2013  | Monster Monpiece                                                | Neff                                                                                                   |
| 2013  | Yahari Game demo Ore no Seishun Love Come wa Machigatteiru.     | Yui Yuigahama                                                                                          |
| 2014  | Crayon Shin-chan: Arashi wo Yobu Kasukabe Eiga Stars!           | Toki                                                                                                   |
| 2014  | Granblue Fantasy                                                | Lyria                                                                                                  |
| 2014  | J-Stars Victory Vs                                              | Chitoge Kirisaki                                                                                       |
| 2014  | Nisekoi: Yomeiri!?                                              | Chitoge Kirisaki                                                                                       |
| 2015  | Xblaze: Lost Memories                                           | Nobody                                                                                                 |
| 2015  | Closers                                                         | Yuri Asuma                                                                                             |
| 2015  | Battle Girl High School                                         | Amano Nozomi                                                                                           |
| 2015  | School of Ragnarok                                              | Smileheart                                                                                             |
| 2015  | Star Ocean: Integrity and Faithlessness                         | Miki Sorvesta                                                                                          |
| 2015  | JoJo's Bizarre Adventure: Eyes of Heaven                        | Trish Una                                                                                              |
| 2016  | Skullgirls                                                      | Marie                                                                                                  |
| 2016  | Super Robot Taisen OG: The Moon Dwellers                        | Festenia Muse                                                                                          |
| 2016  | Digimon World: Next Order                                       | Himari Oofuchi                                                                                         |
| 2016  | Star Ocean: Integrity and Faithlessness                         | Miki Sorvesta                                                                                          |
| 2016  | Girl's Frontline                                                | Kalina                                                                                                 |
| 2016  | Yahari Game demo Ore no Seishun Rabukome wa Machigatteiru. Zoku | Yui Yuigahama                                                                                          |
| 2017  | Sen no Kiseki III                                               | Juna Crawford                                                                                          |
| 2017  | Fire Emblem Echoes: Shadows of Valentia                         | Celica                                                                                                 |
| 2017  | Fire Emblem Heroes                                              | Celica                                                                                                 |
| 2017  | Fire Emblem Warriors                                            | Celica                                                                                                 |
| 2018  | Valkyria Chronicles 4                                           | Riley Miller                                                                                           |
| 2018  | Metal Gear Survive                                              | Virgil AT-9                                                                                            |
| 2018  | BlazBlue: Cross Tag Battle                                      | Vatista                                                                                                |
| 2023  | Fire Emblem Engage                                              | Celica                                                                                                 |
| 2024  | Genshin Impact                                                  | Mualani                                                                                                |

## Discographie

### Singles
| Date de sortie   | Titre                                            | No. de catalogue                                                                      | Oricon chart position |
| ---------------- | ------------------------------------------------ | ------------------------------------------------------------------------------------- | --------------------- |
| 1er février 2017 | "True Destiny/Chain the world"                   | VTZL-119 (édition limité) VTCL-35252 (édition normale) VTCL-35253(édition de l'anime) | 13                    |
| 24 mai 2017      | "Imakoko / Tsuki ga Kirei" (イマココ/月がきれい) | VTZL-128 (édition limité) VTCL-35256 (édition normale) VTCL-35257(édition de l'anime) | 11                    |
| 30 mai 2018      | "Tomoshibi no Manima ni" (灯火のまにまに)        | VTZL-144 (édition limité) VTCL-35275 (édition normale) VTCL-35276(édition de l'anime) |                       |

### Album
| Date de sortie  | Titre     | No. de catalogue                                      | Oricon chart position |
| --------------- | --------- | ----------------------------------------------------- | --------------------- |
| 25 octobre 2017 | "Rainbow" | VTZL-140 (édition limité) VTZL-3240 (édition normale) | 12                    |

### Sorties vidéo
| Date de sortie | Titre                                              | No. de catalogue | Oricon chart position |
| -------------- | -------------------------------------------------- | ---------------- | --------------------- |
| 30 mai 2018    | "Nao Toyama 1st LIVE「Rainbow」at Nippon Budoukan" | VTXL-33 (BD)     |                       |